# Локалита Пјанајела (Витербо)
Локалита Пјанајела је насеље у Италији у округу Витербо, региону Лацио.
Према процени из 2011. у насељу је живело 20 становника. Насеље се налази на надморској висини од 224 м.